# 藤田菜七子
藤田 菜七子（ふじた ななこ、1997年8月9日 - ）は、日本中央競馬会（JRA）所属だった元騎手。騎手時代は根本康広厩舎（美浦トレーニングセンター）に所属。マネジメント先はホリプロ。
16年ぶりに誕生したJRA生え抜きの女性騎手として注目を集め、2018年にJRA女性最多勝利記録を樹立。翌2019年には女性騎手としては史上2人目、平地では女性騎手初となるJRA重賞制覇を果たした。

## 来歴・人物
競馬とは関係のない家庭で生まれ、藤田が小学校6年生の時にテレビ中継で競馬を見て騎手を志す。美浦トレーニングセンターの乗馬苑に通っていたほか、小・中学校では空手と剣道を習い、どちらも有段者となっている。守谷市立けやき台中学校を卒業後、2013年に競馬学校第32期生として入学。卒業後の2016年に騎手免許を取得してデビュー、JRA所属の女性騎手としては西原玲奈以来となった。
所属する根本康広厩舎は藤田の他にも丸山元気、野中悠太郎の両騎手も所属しており、藤田の所属時点で1厩舎に3人の騎手が所属するという、フリー騎手の多くなった21世紀では極めて珍しい状況となった（競馬学校開設以降では、1厩舎の所属騎手数は多くても2人までの所属が慣例であった）。その後、根本厩舎には2024年デビューの長浜鴻緒が所属した事で、同時期に4人が所属する大所帯となり、長浜の加入で藤田は姉弟子の立場となった。
目標とする騎手として、藤田と同じく女性騎手であるリサ・オールプレス（ニュージーランド）の名前を挙げている。

### 騎手デビュー後

#### 2016年
増沢由貴子（デビュー時の姓は牧原）が2013年に引退して以降、JRA所属の女性騎手は不在であったが、藤田のデビューで3年ぶりにJRA所属の女性騎手が復活した。
藤田はJRAの新人騎手としては珍しく、デビューがJRAの競馬場ではなく地方競馬の川崎競馬場（南関東）となり、同期の他のJRA新人騎手よりも早い実戦での騎乗となった。JRAでは久々の女性騎手となったこともあり、デビュー前より藤田の名前は各種メディアで取り上げられ、またデビュー当日の川崎競馬場では取材制限の実施を表明するほど、話題性の高い状況となった。
3月3日、川崎競馬第1競走でコンバットダイヤ（浦和）で初騎乗、2番人気に支持されるものの8着に終わった。その日は6鞍に騎乗し、第5競走で騎乗したミスターナインワン（浦和）の2着が最高であったが第1競走以外は掲示板に入るなど健闘した。JRA初騎乗は中山競馬第2競走で所属厩舎のネイチャーポイントで、3番人気に推され、勝ち馬から3/4馬身差の2着となる。女性騎手の初騎乗としては牧原の4着を上回る記録となった。3月20日の中山競馬第11競走スプリングステークスでモウカッテルに重賞競走初騎乗し、9着となる。デビューから14日目での重賞競走初騎乗となり、細江純子のデビュー142日目での重賞初騎乗記録を更新した。
3月24日、浦和競馬第3競走でアスキーコードに騎乗し、36戦目（中央22、地方14）で初勝利を挙げた。続く第6競走でも2勝目を挙げた。1日に2勝はJRA所属の女性騎手として史上初の快挙となった。4月10日、福島競馬第9競走でサニーデイズに騎乗し中央競馬での初勝利を挙げた。牧原が2004年6月20日に勝利して以来、約12年ぶりの女性騎手による中央競馬での勝利にあたる。
5月15日、新潟競馬第12競走の飛竜特別（直線1,000m）でピュアリーソリッドに騎乗してJRA3勝目を挙げ、牧原以来14年ぶりとなる特別競走勝利、また、女性騎手初となる直線競走での勝利を挙げた。
8月6日、8月19日にイギリスサンダウンパーク競馬場で実施される「レディースワールドチャンピオンシップ」第13戦に出場することが発表された。JRA所属の女性騎手としては1999年の細江以来の参戦となる。ところがレース前に落馬し放馬、競走除外となった。しかしその救済措置としてアラブ首長国連邦アブダビ競馬場で行われた「レディースワールドチャンピオンシップ」第15戦にも招待され15頭中7着となった。
藤田は2016年の競馬界を盛り上げたことが高く評価され、師匠の根本などとともに、その枠を超えて話題を提供した競馬関係者に与えられる特別表彰の対象となり、12月21日に品川プリンスホテルで開催された有馬記念フェスティバルの席上において実施した記念品贈呈式に出席した。
2016年の中央競馬での勝利数は6勝であった。

#### 2017年
1月21日、マカオのタイパ競馬場で開催される「マカオ国際男女混合ジョッキーズチャレンジ」に、JRA代表として武豊とともに招待され参加。藤田は香港を拠点に騎乗するオリビエ・ドゥルーズとチームを組み、対象4レースに騎乗し6チーム中5位となった。また、同日に行われたマカオスプリントトロフィー（マカオG3 芝1,200m）で海外重賞初騎乗を果たした（9頭中9着）。
2月25日、小倉競馬第8競走でリルティングインクに騎乗して2017年シーズン初勝利する
10月21日、新潟競馬第11競走の飛翼特別でベルモントラハイナに騎乗して勝利し、JRA年間12勝目。1997年に牧原由貴子が記録した11勝を抜き、JRA女性騎手の年間最多勝利記録を更新した。同時に、JRA女性騎手として初のメイン競走勝利も成し遂げた。最終的に14勝をあげ、2017年中央競馬騎手年間ホープ賞を受賞した。
10月29日、新潟6Rで斜行し、9日間（開催4日）の騎乗停止処分を受ける。自身初。

#### 2018年
3月3日、小倉9Rで斜行し、9日間（開催4日）の騎乗停止処分を受ける。
6月17日、東京競馬第7競走でベルクカッツェに騎乗して2018年シーズン9勝目。この勝利によりJRA通算29勝に地方交流競走2勝を加算した31勝となり、GIレースに騎乗することが可能となった。
8月19日、新潟競馬第3競走でトニーハピネスに騎乗、同日第7競走でライゴッドに騎乗してそれぞれ勝利。自身初となるJRAでの1日複数勝利を挙げると同時に通算勝利数を34とし、増沢由貴子が持っていたJRA女性最多勝利記録に並ぶと、同月25日、新潟競馬第12競走でセイウンリリシイに騎乗して勝利を収め通算勝利数を35とし、JRA女性騎手最多勝記録を更新した。

#### 2019年
2月17日、フェブラリーステークスでJRA所属女性騎手として初めてGIに騎乗。同競走ではコパノキッキングに騎乗し5着となった（詳細は第36回フェブラリーステークスを参照）。
3月24日、高松宮記念で自身2度目のGI騎乗。2014年のスプリンターズステークス優勝馬でこれがラストランとなるスノードラゴンに騎乗し、結果は17着だった。
6月30日、スウェーデンのブローパーク競馬場で開催された「ウィメンジョッキーズワールドカップ」に招待され、他地区の女性騎手たちと合わせて10名で計5レースに出走。2勝2着1回の成績を残し、優勝を果たした。
8月10日、イギリスのアスコット競馬場で開催されたシャーガーカップに女性選抜の一員として出場。計5レースに騎乗して最高位5着。
8月25日、札幌4Rでキモンボーイに騎乗し1着となり、7月7日から続いている騎乗機会連続勝利を7週とし、女性騎手の最長を記録。
10月2日、大井競馬場で施行された東京盃 (JpnII)（交流重賞競走）でコパノキッキングに騎乗し、単勝1倍台の人気に応えて4馬身差で勝利。JRA所属女性騎手としては2003年に西原玲奈が霧島賞を制して以来16年振り史上2人目の重賞制覇となり、ダートグレード競走では史上初の快挙となった（詳細は第53回東京盃を参照）。
10月5日、新潟競馬場での騎乗全8鞍で計4勝を挙げ、自身の持つ女性騎手の1日の最多勝利数(2勝)を更新した。
2019年の第3回新潟開催では最終的に9勝を挙げて首位となり、女性騎手としてJRA史上初となる開催リーディングを獲得。年間の新潟開催でも計20勝を挙げ、女性騎手としてJRA史上初の競馬場年間リーディングジョッキーとなった。
11月4日、浦和競馬場で施行されたJBCスプリント (JpnI)でコパノキッキングに騎乗し、自身3度目のGI級競走騎乗。2番人気の出走となるもゴール手前でクビ差交わされて2着となった。
11月6日、令和元年度の茨城県表彰知事奨励賞に受賞が決まった。それについて「このような賞を頂いて光栄です。この賞に恥じないような活躍を出来るように頑張りたいです」とコメントした。
12月8日、中山競馬場のGIII・カペラステークスにてコパノキッキングに騎乗し、JRA所属の女性騎手としては史上初の中央競馬平地重賞制覇を達成した（詳細は第12回カペラステークスを参照）。
12月15日、中京競馬第6競走でシーシーサザンに騎乗し勝利。JRA通算90勝目となり、地方交流競走の10勝と合わせて通算100勝を達成した。

#### 2020年
2月15日、小倉競馬第5競走でランサムトラップに騎乗し、向こう正面で他馬と接触して落馬。左鎖骨骨折と診断され、北九州市内の病院に入院した。その後、茨城県内の病院に転院。2月19日に患部を固定するプレートを左鎖骨に入れる手術を行い、2月27日に退院した。その後、2021年にプレートを除去している。
3月20日、中山競馬場の第1レースでグレイトサンディーに騎乗し約1か月ぶりに復帰を果たした。
4月25日、福島競馬場の第1レースをシルバージャックで勝利し、女性騎手として史上初となるJRA通算100勝を達成した。
2020年をもって障害騎乗免許を返上している。

#### 2021年
サウジアラビアのキングアブドゥルアジーズ競馬場で2月19日に行われた騎手招待競走『インターナショナルジョッキーズチャレンジ』に出場。世界各国から招待された騎手14人が全4レースの獲得ポイントで優勝を争う。藤田は2・5・6・12着で12ポイントを獲得し、女性騎手の最上位タイとなる第4位となった。
4月10日の新潟第7Rでオパールシャルムに騎乗して勝利。2着に新人女性騎手の永島まなみが入り、JRA史上初となる女性騎手のワンツーフィニッシュを記録した。なお、この日は新人の古川奈穂も新潟で騎乗しており、3R・4R・9Rで女性騎手3人が同一レースに騎乗。これは1998年9月13日中山第2Rの牧原由貴子・田村真来・板倉真由子の3人以来、23年ぶりの出来事となった。
4月17日、新潟第7Rでキムケンドリームに騎乗して2着。このレースでは古川奈穂がクラウンデザイアーで1着、3着に永島まなみのモノポリーアイズが入り、JRA史上初の女性騎手によるワンツースリーとなった。
5月16日、新潟第6Rをイントゥザワールドで勝利。同日の新潟第3Rでは永島まなみが勝利しており、2000年12月10日に細江純子と西原玲奈が同日に勝利を挙げて以来20年ぶりとなる、複数の女性騎手による同日勝利となった。
9月21日、前年2月の鎖骨骨折時に患部固定のために入れていたプレートを除去する手術を行った。
10月17日、新潟第2Rでルナエルモッサに騎乗した際に、再び以前と同じ左鎖骨を骨折。19日に自分の骨の一部を移植する手術を行った。
12月4日、中京1Rから実戦に復帰した。

#### 2022年
3月8日より栗東トレーニングセンターを拠点に5月中旬までの予定で長期滞在を開始した。これにより、藤田に加えデビュー2年目の永島まなみ、古川奈穂、新人の今村聖奈とJRA所属女性騎手のすべてが栗東を拠点とすることになった。その後、更に栗東滞在を1ヶ月延長することになった。7月は病気のために騎乗を取りやめた。
2022年7月31日、アイビスサマーダッシュでスティクスに騎乗して5着。このレースには今村聖奈も騎乗しており（15着）、重賞で複数の女性騎手が騎乗するのはJRA史上初となった。

#### 2023年
6月11日、函館競馬場で初騎乗を果たし、デビュー8年目にしてJRA全10場での騎乗達成となる。
9月24日、スペイン・サルスエラ競馬場で行われる女性騎手招待レースに参加し、10カ国12人の騎手で全3戦を争い、計11点を獲得し総合9位に終わった。

#### 2024年
4月13日、福島2Rで史上最多JRA女性騎手6人同時騎乗となるが、8着となる。
6月15日、函館3R・3歳未勝利でサンマルブーケに騎乗し1着となり、函館競馬場6戦目で初勝利を挙げる。
7月10日、所属事務所のホリプロを通じ、かねてより交際していたJRA職員の男性と結婚することを発表。自身のInstagramでも報告した。結婚後も騎手として現役を続行し、今後も騎手としての登録名は『藤田』のまま、変えない予定。JRA女性騎手の現役中の結婚は増沢由貴子（旧姓：牧原）に続き2人目となる。

#### 騎手引退
2024年10月9日配信の『文春オンライン』の配信記事で、2023年4月頃までに複数回、調整ルーム内に通信機器（スマートフォン）を持ち込んだことがで明らかになり、その後のJRAの調査でこの事実が確認されたため、同日より裁定委員会の議定があるまでの騎乗停止処分となった。その後、同月10日付で本人により騎手免許取消申請が提出され、翌11日付でJRAが受理し騎手を引退した。
この処分に対しては、所属厩舎の根本康広調教師から、「以前に……通信機器を使っていたことをJRAに自ら報告をし……、その際に口頭で厳重注意を受けている。それが週刊誌の報道で、また処分を受ける形となってしまった」「1回処分を受けて、2回処分を受けるのはおかしい」と不満が述べられた。
しかし、同日にJRAから、以下のような経緯説明がなされた。それによると、前年5月の若手騎手6名の通信機器持ち込み・不正使用事案でJRA側が調査した際、藤田は自己申告で違反を申し出た。当初藤田は「TwitterとYouTubeを使用した」と述べたため、JRAは藤田を厳重注意とし、「指導であり注意。施行規程上の処分ではない」として公表しなかった。しかし、文春の報道を受けて改めて調査を行った結果、他者との通信を行っていたことを認めたという。松窪隆一審判部長は、「当時の聴き取り調査では、他者との通信はしていないと言っていたが本当はそういうことがあった。虚偽の申告をしていたことが大きかった」と説明しており、前提事実に関して根本の主張と相違が見られることとなった。
11月12日、騎手引退後初めてInstagramにて声明を発表した。引退した旨の報告、並びに自身の言葉でコメントが遅れたことに対する謝罪などを述べた。また、今後については未定としつつ、「許されるならば、今後の競馬界の益々の発展に、私なりに尽力させていただけたらと考えております」と競馬業界での活動を示唆する内容としている。

## 騎乗成績

### 概要
|                 | 日付          | 競馬場・開催   | 競走名           | 馬名               | 頭数 | 人気 | 着順 |
| --------------- | ------------- | -------------- | ---------------- | ------------------ | ---- | ---- | ---- |
| 初出走          | 2016年3月5日  | 2回中山3日2R   | 3歳未勝利        | ネイチャーポイント | 16頭 | 3    | 2着  |
| 初勝利          | 2016年4月10日 | 1回福島2日9R   | 4歳上500万下     | サニーデイズ       | 16頭 | 2    | 1着  |
| 重賞初出走      | 2016年3月20日 | 2回中山7日11R  | スプリングS      | モウカッテル       | 11頭 | 8    | 9着  |
| 重賞初勝利      | 2019年10月2日 | 11回大井3日11R | 東京盃           | コパノキッキング   | 15頭 | 1    | 1着  |
| JRA・重賞初勝利 | 2019年12月8日 | 5回中山4日11R  | カペラS          | コパノキッキング   | 16頭 | 2    | 1着  |
| GI初出走        | 2019年2月17日 | 1回東京8日11R  | フェブラリーS    | コパノキッキング   | 14頭 | 4    | 5着  |
| 最終出走        | 2024年10月6日 | 4回新潟2日12R  | 3歳以上1勝クラス | ランベントライト   | 15頭 | 12   | 14着 |

### 年度別成績

#### 中央競馬
| 年度   | 1着 | 2着 | 3着 | 騎乗数 | 勝率 | 連対率 | 複勝率 | 表彰                      |
| ------ | --- | --- | --- | ------ | ---- | ------ | ------ | ------------------------- |
| 2016年 | 6   | 12  | 8   | 294    | .020 | .061   | .088   | 民放競馬記者クラブ 特別賞 |
| 2017年 | 14  | 16  | 12  | 385    | .037 | .079   | .110   |                           |
| 2018年 | 27  | 28  | 19  | 605    | .045 | .091   | .122   |                           |
| 2019年 | 43  | 49  | 32  | 703    | .061 | .131   | .176   | フェアプレー賞            |
| 2020年 | 35  | 32  | 31  | 570    | .061 | .118   | .172   | フェアプレー賞            |
| 2021年 | 14  | 20  | 11  | 394    | .036 | .086   | .141   |                           |
| 2022年 | 8   | 8   | 16  | 330    | .024 | .048   | .097   |                           |
| 2023年 | 13  | 17  | 20  | 351    | .037 | .085   | .142   |                           |
| 2024年 | 6   | 14  | 13  | 268    | .022 | .075   | .123   |                           |
| 中央   | 166 | 196 | 162 | 3897   | .043 | .093   | .134   |                           |

※2024年10月11日引退時
出典:netkeiba.com

#### 地方競馬
| 年度   | 1着 | 2着 | 3着 | 騎乗数 | 勝率 | 連対率 | 複勝率 |
| ------ | --- | --- | --- | ------ | ---- | ------ | ------ |
| 2016年 | 8   | 9   | 7   | 65     | .123 | .262   | .369   |
| 2017年 | ７  | 7   | 6   | 79     | .008 | .177   | .253   |
| 2018年 | 4   | 6   | 6   | 60     | .006 | .167   | .267   |
| 2019年 | 5   | 2   | 4   | 41     | .122 | .171   | .268   |
| 2020年 | 0   | 0   | 1   | 4      | .000 | .000   | .250   |
| 2022年 | 0   | 0   | 1   | 5      | .000 | .000   | .200   |
| 地方   | 24  | 24  | 25  | 254    | .095 | .189   | .287   |

出典: JRA日本中央競馬会 騎手名鑑の過去成績より

## 代表騎乗馬

### 重賞競走優勝馬
- コパノキッキング （2019年東京盃、カペラステークス）

## エピソード
2020年1月22日の文藝春秋のコラムで、競馬学校への合格が決まる前、根本康弘調教師のもとに騎手時代の先輩でもある競馬学校教官が訪れ、「こんな女の子がいるんだけど、いずれ預かってくれないか」という相談を行い、それを根本調教師が引き受けたことによって競馬学校の合格が決まったのだと根本調教師が明かし、最近その教官が来た時にもう時効だからと本人にも明かしていた。
2016年、芸能プロダクションであるホリプロと契約し、4月から同社の所属となった。
デビュー当初は騎乗依頼仲介者（エージェント）は雇わず、師匠である根本が所属厩舎外の騎乗馬の仲介窓口となっていたが、2016年4月から2017年11月までは兄弟子である丸山と同じく川島康孝が騎乗依頼仲介者を務めていた。その後、かつては兄弟子の丸山も世話になっていた、内田博幸や戸崎圭太と同じ中村剛士が騎乗依頼仲介者となっていたが、中村は2018年の夏競馬開幕と同時に藤田の騎乗依頼仲介者から外れた。その後しばらくは騎乗依頼仲介者がいない状況となっていたが、2020年1月から久光匡治（優馬・美浦TCトラックマン）が騎乗依頼仲介者としてJRAから公示されている。久光匡治は長らく他の騎手のエージェントはしておらず、事実上藤田専属のエージェントとなっていたが、2021年6月17日の段階では同じ若手騎手の原優介の騎乗依頼仲介業務も藤田の他に担当している。
モノノフ（ももいろクローバーZの大ファン）で、代表曲を完璧な振り付けで歌うことができ、競馬関係者との忘年会などでも披露したというエピソードがある。
2024年6月12日、JRA日本中央競馬会冠協賛試合「JRA福島競馬場&VIESTA仙台ナイター」として開催された、楽天-巨人戦（楽天モバイル）で始球式を行った。JRA創設70周年を記念し「背番号70」のユニホームを着用し、大きく振りかぶって投じた一球はワンバウンドで捕手のミットへ収まった。登板前には酒居、津留崎と投球練習を行い臨んだが、「ちょっとギリギリ届かなかった…悔しいです」と唇をかんだ。

## 主な出演

### CM
- 大王製紙「elis (エリス)」(2016年) - 有村架純と共演。[100]
- ダービースタリオン マスターズ(2017年)- 武幸四郎と共演[101]。